# Stichting Timon
Stichting Timon is een Nederlandse diakonale organisatie voor hulpverlening en begeleiding aan jongeren en jongvolwassenen. De stichting wil jongeren, (jong)volwassenen en ouders helpen bij problemen met opvoeden en opgroeien op de weg naar zelfstandigheid en volwassenheid. De organisatie voert deze missie uit op basis van en geïnspireerd door de christelijke levensovertuiging. Hulp wordt geboden, ongeacht de geloofs- of levensovertuiging van de hulpvrager.
De stichting is de opvolger van het opvanghuis voor drugsverslaafden op de Weerdsingel in Utrecht en het begeleidingscentrum Charema te Zeist, dat jarenlang als onderdeel van Youth for Christ had gefunctioneerd. Na de organisatorische loskoppeling van Youth for Christ werd de drugsopvang per 1 januari 1983 onder beheer gebracht van de nieuwe stichting Timon, waarin de diaconie van de Hervormde Gemeente te Zeist en de stichting Youth for Christ Nederland participeerden.
De naam van de stichting is afgeleid van een diaken uit de eerste christengemeente in Jeruzalem, zoals genoemd in Handelingen  6:5: "Zij vonden het allemaal een goed voorstel en kozen zeven mannen uit: Stefanus (een man vol van de Heilige Geest en met een groot geloof), Filippus, Prochorus, Nicanor, Timon, Parmenas en Nicolaüs..."
Het Centraal Bureau van de stichting is gevestigd in Zeist.

## Onderdelen
De zorgactiviteiten van Timon bestaan uit:
Jeugdzorg:
- Timon Ambulante Jeugdzorg (regio Utrecht en regio Rotterdam)
- Timon Crisisopvangcentrum (Zeist)
- Timon Begeleidingscentrum (Zeist)
- Timon 'Ljoeba' kamertraining (Utrecht)
- Timon 'de Uitdaging' behandelgroep (Vlaardingen)

Jongvolwassenenzorg:
- Timon Ambulante Jongvolwassenenzorg (landelijk)
- Timon 'Talita' opvang en begeleiding voor jonge moeders (Houten)
- Timon Focus centrum voor dagbehandeling en training (Odijk)
- Timon Woongroepen (landelijk)